# Craig Stowers
Craig F. Stowers (* 11. Juni 1954 in Daytona Beach, Florida; † 10. Februar 2022) war ein US-amerikanischer Jurist.

## Leben
Stowers wuchs in Yorktown, Virginia auf. Er studierte am Blackburn College in Carlinville, Illinois und erhielt dort 1975 einen Bachelor in Biologie. Nachdem er zwischen 1970 und 1976 als Seasonal Park Ranger für den National Park Service am Jewel Cave National Monument in South Dakota und im Colonial National Historical Park in Virginia gearbeitet hatte, begann er 1976 in Festanstellung als Park Ranger im Colonial National Historical Park zu arbeiten. 1977 wurde er in den Mount McKinley National Park in Alaska versetzt. 1982 schied er aus dem National Park Service aus.
Stowers nahm nun ein Studium an der Law School der University of California, Davis auf und erhielt dort 1985 einen Juris Doctor. Anschließend wurde er erst als judicial law clerk für Richter Robert Boochever vom 9. Gerichtsbezirk des United States Court of Appeals und dann als law clerk für Richter Warren Matthews vom Alaska Supreme Court tätig. Danach begann er in Alaska als Rechtsanwalt zu praktizieren.
2004 wurde er von Gouverneur Frank Murkowski zum Richter am Alaska Superior Court ernannt. Dieses Amt bekleidete er bis zu seiner Ernennung zum Richter am Alaska Supreme Court 2009 durch Gouverneur Sean Parnell. Vom 1. Juli 2015 bis zum 30. Juni 2018 war er der Oberste Richter (Chief Justice) dieses Gerichtes und hatte gleichzeitig den Vorsitz des Alaska Judicial Council inne.